# Sentimiento muto
Sentimiento muto je četvrti studijski album sastava Gustafi, objavljen 1997.
Album je sniman u Novom Mestu, te ga je objavila pulska izdavačka kuća "Adam Records". Mnogi glazbenici kritičari ga uz Vraćamo se odmah smatraju najboljim albumom Gustafa. Najpoznatije pjesme s albuma su "Jesen", "Gremo u Mexico" i "Neka te bura".

## Popis pjesama
Tekstovi i glazba: Edi Maružin/Gustafi. 
| 1.    | »Nisan zna«      | 3:00  |
| 2.    | »Aj da zna mama« | 2:43  |
| 3.    | »Imala je oči«   | 2:17  |
| 4.    | »Aj Marija«      | 3:35  |
| 5.    | »Ja san kralj«   | 3:39  |
| 6.    | »Jesen«          | 3:12  |
| 7.    | »Gremo u Mexico« | 2:48  |
| 8.    | »Neka te bura«   | 2:56  |
| 9.    | »Trolio«         | 4:04  |
| 10.   | »Dante«          | 2:33  |
| 11.   | »Kad buden ima«  | 2:53  |
| 12.   | »Šibaj«          | 0:20  |
| 13.   | »Pogriješio sam« | 0:04  |
| 14.   | »Čao«            | 5:07  |
| 15.   | »M.M.M.«         | 11:28 |
| 49:33 |                  |       |